# 摩洛哥首相
摩洛哥首相為摩洛哥王國之政府首腦。目前已有15人擔任過摩洛哥首相（不計兼任的摩洛哥君主），其中穆罕默德·卡里姆·拉姆拉尼為15人中擔任次數最多且非連續擔任的首相，擔任次數達3次。

## 摩洛哥首相
政黨
  無黨派

  獨立黨

  FDIC

  全国独立人士联盟

  憲政聯合黨

  人民力量社会主义联盟

  正義與發展黨
| #                                     | #   | 照片 | 姓名 （生卒年）                                                | 任期           | 任期                           | 政黨                 | 國王 （在位期間）                           |
| ------------------------------------- | --- | ---- | -------------------------------------------------------------- | -------------- | ------------------------------ | -------------------- | ------------------------------------------- |
|                                       | 1   |      | 穆斯塔法·贝凯 مبارك البكاي （1907年－1961年）                  | 1955年12月7日  | 1958年5月12日                  | 無黨派               | 穆罕默德五世 محمد الخامس （1955年－1961年） |
|                                       | 2   |      | 艾哈迈德·贝拉弗里杰 أحمد بلافريج （1908年－1990年）            | 1958年5月12日  | 1958年12月16日                 | 獨立黨               | 穆罕默德五世 محمد الخامس （1955年－1961年） |
|                                       | 3   |      | 阿卜杜拉·易卜拉欣 عبد الله إبراهيم （1918年－2005年）          | 1958年12月16日 | 1960年5月20日                  | 獨立黨               | 穆罕默德五世 محمد الخامس （1955年－1961年） |
|                                       | —   | —    | 職位空缺 （穆罕默德五世國王兼任）                              | 1960年5月20日  | 1961年2月26日 （任職期間過世） | 無黨派               | 穆罕默德五世 محمد الخامس （1955年－1961年） |
|                                       | —   | —    | 職位空缺 （哈桑二世國王兼任）                                  | 1961年2月26日  | 1963年11月13日                 | 無黨派               | 哈桑二世 الحسن الثاني （1961年－1999年）    |
|                                       | 4   |      | 艾哈迈德·巴赫尼尼 أحمد بحنيني （1909年－1971年）               | 1963年11月13日 | 1965年6月7日                   | FDIC                 | 哈桑二世 الحسن الثاني （1961年－1999年）    |
|                                       | —   | —    | 職位空缺 （哈桑二世國王兼任）                                  | 1965年6月7日   | 1967年7月7日                   | 無黨派               | 哈桑二世 الحسن الثاني （1961年－1999年）    |
|                                       | 5   |      | 穆罕默德·本·希马 محمد بنهيمة （1924年－1992年）                | 1967年7月7日   | 1969年10月6日                  | FDIC                 | 哈桑二世 الحسن الثاني （1961年－1999年）    |
|                                       | 6   |      | 艾哈迈德·拉腊基 أحمد العراقي （1931年－2020年）                | 1969年10月6日  | 1971年8月6日                   | 獨立黨               | 哈桑二世 الحسن الثاني （1961年－1999年）    |
|                                       | 7   |      | 穆罕默德·卡里姆·拉姆拉尼 محمد كريم العمراني （1919年－2018年） | 1971年8月6日   | 1972年11月2日                  | 無黨派               | 哈桑二世 الحسن الثاني （1961年－1999年）    |
|                                       | 8   |      | 艾哈迈德·奥斯曼 أحمد عصمان （1930年－）                        | 1972年11月2日  | 1979年3月22日                  | 全国独立人士联盟     | 哈桑二世 الحسن الثاني （1961年－1999年）    |
|                                       | 9   |      | 马蒂·布阿比德 المعطي بوعبيد （1927年－1996年）                 | 1979年3月22日  | 1983年11月30日                 | 憲政聯合黨           | 哈桑二世 الحسن الثاني （1961年－1999年）    |
|                                       | (7) |      | 穆罕默德·卡里姆·拉姆拉尼 محمد كريم العمراني （1919年－2018年） | 1983年11月30日 | 1986年9月30日                  | 無黨派               | 哈桑二世 الحسن الثاني （1961年－1999年）    |
|                                       | 10  |      | 伊兹丁·拉腊基 عز الدين العراقي （1929年－2010年）              | 1986年9月30日  | 1992年8月11日                  | 無黨派               | 哈桑二世 الحسن الثاني （1961年－1999年）    |
|                                       | (7) |      | 穆罕默德·卡里姆·拉姆拉尼 محمد كريم العمراني （1919年－2018年） | 1992年8月11日  | 1994年5月25日                  | 無黨派               | 哈桑二世 الحسن الثاني （1961年－1999年）    |
|                                       | 11  |      | 阿卜杜勒-拉蒂夫·菲拉利 عبد اللطيف الفلالي （1928年－2009年）   | 1994年5月25日  | 1998年2月4日                   | 無黨派               | 哈桑二世 الحسن الثاني （1961年－1999年）    |
|                                       | 12  |      | 阿卜杜勒-拉赫曼·优素菲 عبد الرحمن اليوسفي （1924年－2020年）   | 1998年2月4日   | 2002年10月9日                  | 人民力量社会主义联盟 | 哈桑二世 الحسن الثاني （1961年－1999年）    |
| 穆罕默德六世 محمد السادس （1999年－） | 12  |      | 阿卜杜勒-拉赫曼·优素菲 عبد الرحمن اليوسفي （1924年－2020年）   | 1998年2月4日   | 2002年10月9日                  | 人民力量社会主义联盟 |                                             |
|                                       | 13  |      | 德里斯·杰图 إدريس جطو （1945年－）                             | 2002年10月9日  | 2007年9月19日                  | 無黨派               |                                             |
|                                       | 14  |      | 阿巴斯·法西 عباس الفاسي （1940年－）                           | 2007年9月19日  | 2012年1月2日                   | 獨立黨               |                                             |
|                                       | 15  |      | 阿卜德里拉赫·本基拉纳 عبد الإله بنكيران （1954年－）           | 2012年1月2日   | 2017年4月5日                   | 正義與發展黨         |                                             |
|                                       | 16  |      | 薩杜丁·歐斯曼尼 سعد الدين العثماني （1956年－）                | 2017年4月5日   | 2021年10月7日                  | 正義與發展黨         |                                             |
|                                       | 16  |      | 阿齐兹·阿汉努什 ⵄⴰⵣⵉⵣ ⴰⵅⵏⵏⵓⵛ （1961年－）                      | 2021年10月7日  | 现任                           | 全国独立人士联盟     |                                             |

## 相關連結
- 摩洛哥
- 摩洛哥君主列表

## 外部連結
- World Statesmen - Morocco（页面存档备份，存于）